# Езерче
Езерче (болг. Езерче) — село в Болгарии. В некоторых дореволюционных источниках село описывается под названиями Езерджи, Езержи и Есерджи. Находится в Разградской области, входит в общину Цар-Калоян. Население составляет 2 049 человек.

## История
В военную историю село Езерче вошло после сражения 14(26) июля 1877 года между частями русской императорской армии и османским войском, которое стало одним из ключевых эпизодов Русско-турецкой войны 1877—1878 гг.

## Политическая ситуация
В местном кметстве Езерче, в состав которого входит Езерче, должность кмета (старосты) исполняет Хюсеин Рейханов Хюсеинов.
Кмет (мэр) общины Цар-Калоян — Ахмед Реджебов Ахмедов (Движение за права и свободы (ДПС))  по результатам выборов.